# Риоха
Риоха (на испански: Rioja) е населено място и община в Испания. Намира се в провинция Алмерия, в състава на автономната област Андалусия. Общината влиза в състава на района (комарка) Голяма Алмерия.

## Демография
Населението е 1589 души (2024).
| 1996 | 1998 | 1999 | 2000 | 2001 | 2002 | 2003 | 2004 | 2005 | 2006 |
| ---- | ---- | ---- | ---- | ---- | ---- | ---- | ---- | ---- | ---- |
| 1180 | 1185 | 1186 | 1191 | 1199 | 1213 | 1213 | 1278 | 1329 | 1363 |